# Sofivka (Berezivka)
Sofivka (en ucraniano: Софіївка, romanizado: Sofiivka) es un pueblo ucraniano perteneciente al óblast de Odesa. Situado en el suroeste del país, es parte del raión de Berezivka y del municipio (hromada) de Berezivka.

## Toponimia
El nombre del asentamiento en ruso es Sofievka (en ruso: Софиевка).

## Geografía
Sofivka se encuentra a orillas del río Tilijul.

## Demografía
La evolución de la población de Sofivka entre 1989 y 2001 fue la siguiente:
| 417                                                           | 259 |
| (Fuente: Cities & Towns of Ukraine y UKRAINE: Größere Städte) |     |

Según el censo de 2001, la lengua materna de la mayoría de los habitantes, el 91,51%, es el ucraniano; del 3,86% es el ruso; y del rumano, el 3,47%.